# Дубовий Гай (Шепетівський район)

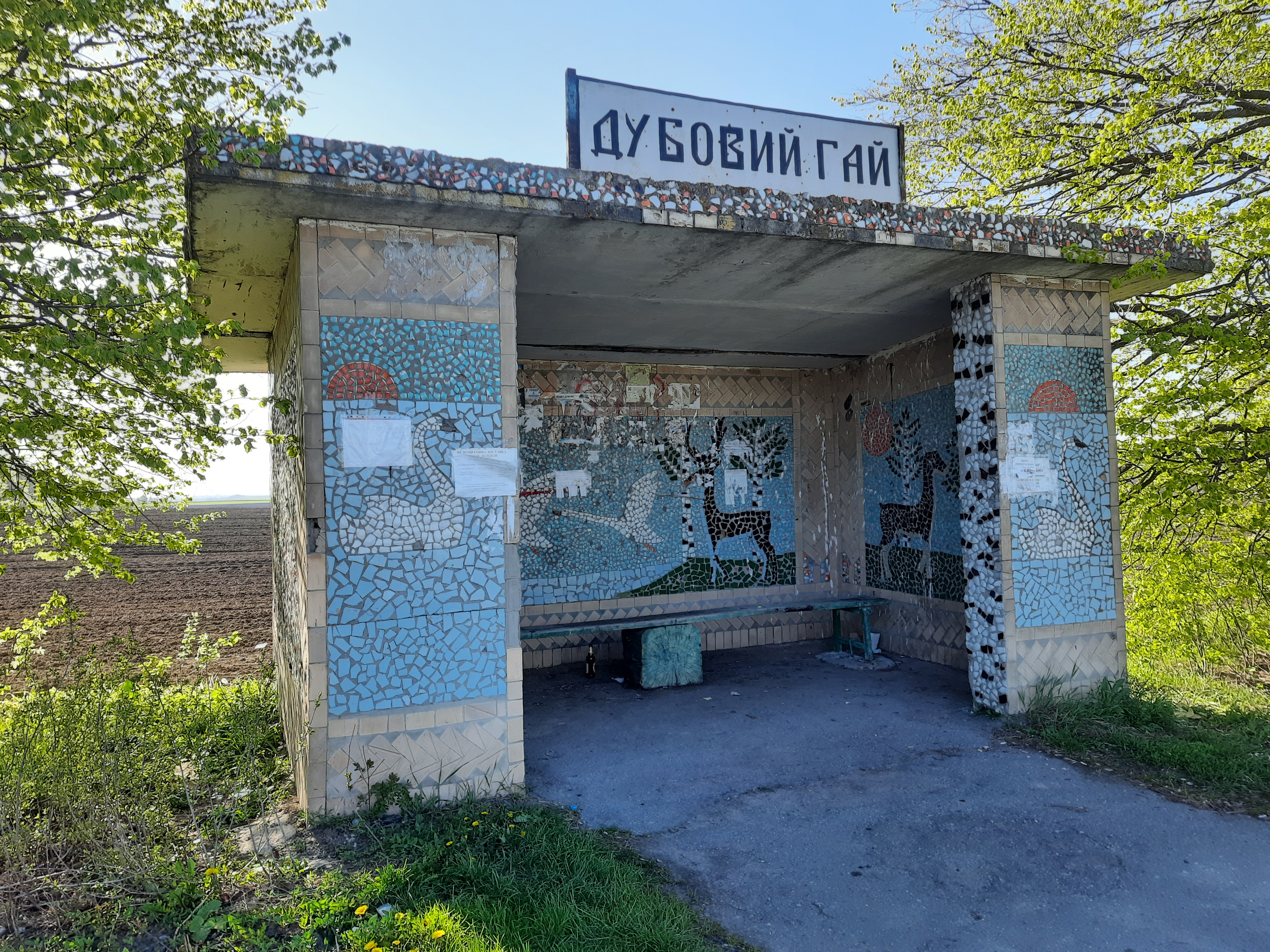
Автобусна зупинка біля села

Дубови́й Гай — село в Україні, у Полонській міській громаді Шепетівського району Хмельницької області.

## Географія
На західній стороні від села пролягає автошлях Т 0612.

## Населення

### Мова
Розподіл населення за рідною мовою за даними перепису 2001 року:
| Мова       | Кількість | Відсоток |
| ---------- | --------- | -------- |
| українська | 205       | 98.56%   |
| російська  | 3         | 1.44%    |
| Усього     | 208       | 100%     |

## Історія
Президія Верховної Ради Української РСР постановляє: Присвоїти найменування населеним пунктам: поселенню Котелянського відділення бурякорадгоспу «Новоселицький» — село Дубовий Гай.
12 червня 2020 року, відповідно до розпорядження Кабінету Міністрів України № 727-р «Про визначення адміністративних центрів та затвердження територій територіальних громад Хмельницької області», увійшло до складу Полонської міської територіальної громади.
19 липня 2020 року, в результаті адміністративно-територіальної реформи та ліквідації Полонського району, село увійшло до складу Шепетівського району.